# Предчувствие (фильм, 1992)
«Предчувствие» — художественный фильм молдавского кинорежиссёра Валерия Жереги.

## Сюжет
Женщина, мальчик и корова пытаются выжить после экологической катастрофы.

## В ролях
- Мария Плоае
- Даниел Ионеску
- Луная (корова)

## Съёмочная группа
- Автор сценария: Валериу Жереги
- Режиссёр: Валериу Жереги
- Оператор: Виви Дрэган-Василе
- Художник: Даниел Рэдуце
- Композитор: Людмила Жереги

## Технические данные
Продолжительность фильма: 91 минута. Цвет.

## Премии
- Большой Приз и Приз за лучшую женскую роль Костинешть (Румыния),
- Приз жюри Сан-Рафаель (Франция),
- Канны-93, программа «Особый взгляд».